# Lofa
Lofa é um dos 15 condados da Libéria. Sua capital é a cidade de Voinjama.
Em Lofa está localizado o Monte Wuteve, a maior montanha do país.

## Distritos
Lofa está dividido em 7 distritos (populações em 2008 entre parênteses):
- Foya (71.364)
- Kolahun (59.057)
- Salayea (22.968)
- Vahun (16.876)
- Voinjama (40.730)
- Quardu Bondi (18.767)
- Zorzor (40.352)